# Mégingaud d'Eichstätt
Mégingaud d'Eichstätt (mort le 28 avril 1014 ou 1015 à Eichstätt) est évêque d'Eichstätt de 991 à sa mort.

## Biographie
Mégingaud ou Megingoz vient d'une famille noble affiliée à l'empereur Henri II. Il fait partie de la cour d'Otton III dans son voyage en Italie ; l'empereur lui donne un diplôme quelques jours avant sa mort.
Le diocèse de Bamberg est fondé en 1007. Henri II tente d'étendre son influence dans la région par la politique de l'église. Le diocèse d'Eichstätt et le diocèse de Wurtzbourg sont priés d'assigner des attributions territoriales au nouveau diocèse avec à sa tête Eberhard. Alors que Henri de Wurtzbourg accepte, Mégingaud refuse. Cependant, son successeur, Gundekar donnera des territoires. L'évêque de Wurtzbourg et Mégingaud sont en contact étroit comme le montre l'échange de cadeaux manifestement régulier. La relation entre Mégingaud et Henri II est assombrie : les actes de Henri II ne font pas mention d'Eichstätt et Mégingaud n'apparaît pas dans la cour de l'empereur et ne participe pas aux assemblées importantes du Reich.
Une source médiévale, l'anonyme de Herrieden (de) (vers 1075), attribue la passion dissolue de la chasse au successeur de Mégingaud, Gundekar ; or elle semble être un fait lié à l'acquisition du temps de Mégingaud d'un terrain de chasse à la frontière hongroise (selon Franz Heidingsfelder (de)). Même l'appréciation de Mégingaud par des anonymes peut être résumée comme une critique de ses plaisirs sensuels en négligeant ses devoirs spirituels.
En 1014, Mégingaud enterre Colman de Stockerau une deuxième fois. Selon le Pontifical de Gundekar II, l'année de la mort de Mégingaud est 1014, ce qui conduit à diverses contradictions. Alfred Wendehorst préconise donc l'adoption de 1015 comme année du décès.